# Бернс-Сіті (Індіана)
Бернс-Сіті (англ. Burns City) — переписна місцевість (CDP) в США, в окрузі Мартін штату Індіана. Населення — 114 особи (2020).

## Географія
Бернс-Сіті розташований за координатами 38°49′2″ пн. ш. 86°53′38″ зх. д. / 38.81722° пн. ш. 86.89389° зх. д. (38.817090, -86.893775).  За даними Бюро перепису населення США в 2010 році переписна місцевість мала площу 1,92 км², з яких 1,90 км² — суходіл та 0,01 км² — водойми.

## Демографія
Згідно з переписом 2010 року, у переписній місцевості мешкало 117 осіб у 52 домогосподарствах у складі 34 родин. Густота населення становила 61 особа/км².  Було 56 помешкань (29/км²).
Расовий склад населення:
| - 99,1 % — білих - 0,9 % — азіатів |

До двох чи більше рас належало 0,0 %. Частка іспаномовних становила 0,9 % від усіх жителів.
За віковим діапазоном населення розподілялося таким чином: 17,1 % — особи молодші 18 років, 65,8 % — особи у віці 18—64 років, 17,1 % — особи у віці 65 років та старші. Медіана віку мешканця становила 49,5 року. На 100 осіб жіночої статі у переписній місцевості припадало 105,3 чоловіків;  на 100 жінок у віці від 18 років та старших — 90,2 чоловіків також старших 18 років.
Середній дохід на одне домашнє господарство  становив 80 172 долари США (медіана — 95 114), а середній дохід на одну сім'ю — 93 955 доларів (медіана — 96 250). 
Цивільне працевлаштоване населення становило 86 осіб. Основні галузі зайнятості: виробництво — 39,5 %, публічна адміністрація — 29,1 %, роздрібна торгівля — 17,4 %, науковці, спеціалісти, менеджери — 14,0 %.